# Evangelický kostel (Strmilov)
Evangelický kostel ve Strmilově je kostel farního sboru Českobratrské církve evangelické ve Strmilově ve Studentské ulici.
Základní kámen byl položen 19. 7. 1914, kostel byl posvěcen 25. 7. 1915. Uvnitř jsou varhany, u kostela je fara a za ním přes louku malý hřbitov. V zahradě u kostela je kovová socha Jaroslava Pechara hrajícího na nohar.
Ve městě se nacházejí také další (římskokatolické) kostely.

## Galerie

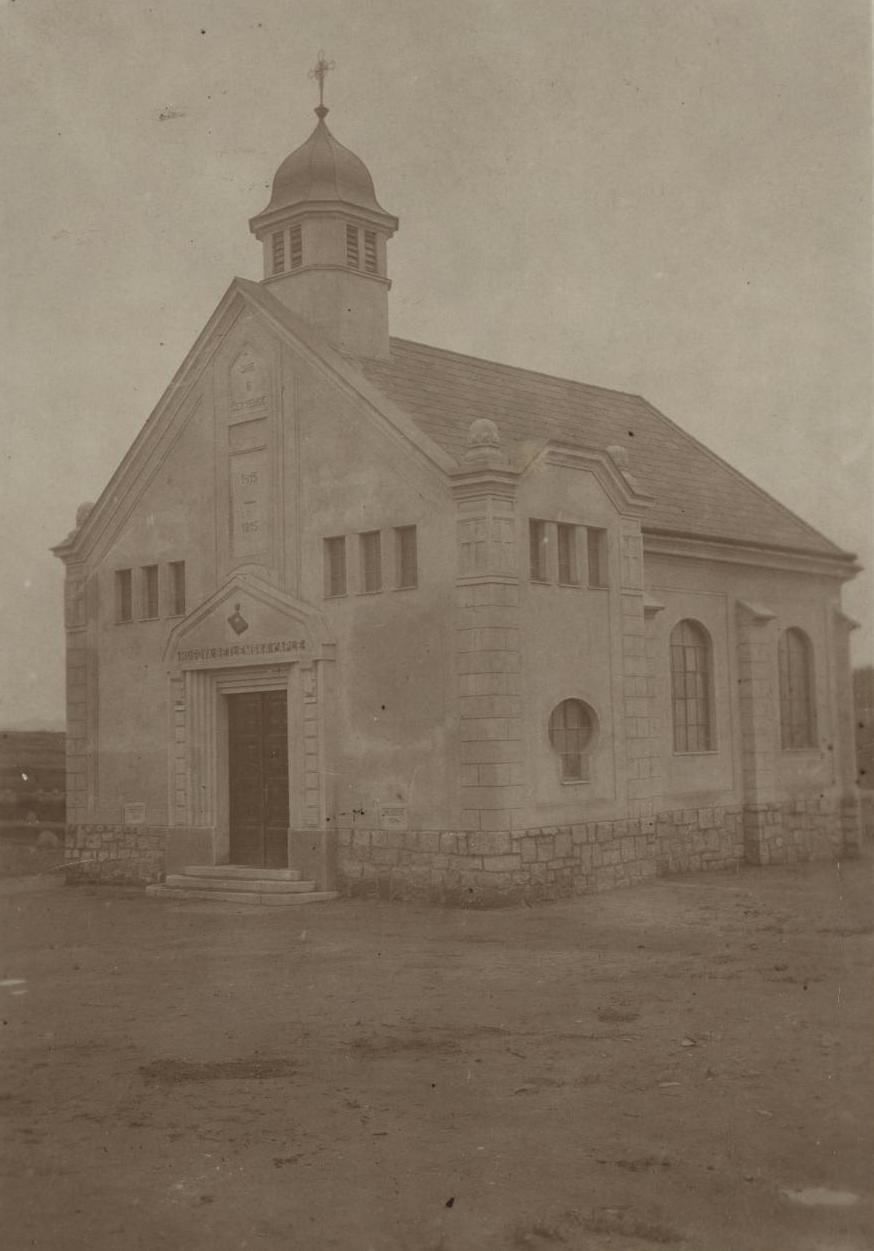
Kostel na historickém snímku
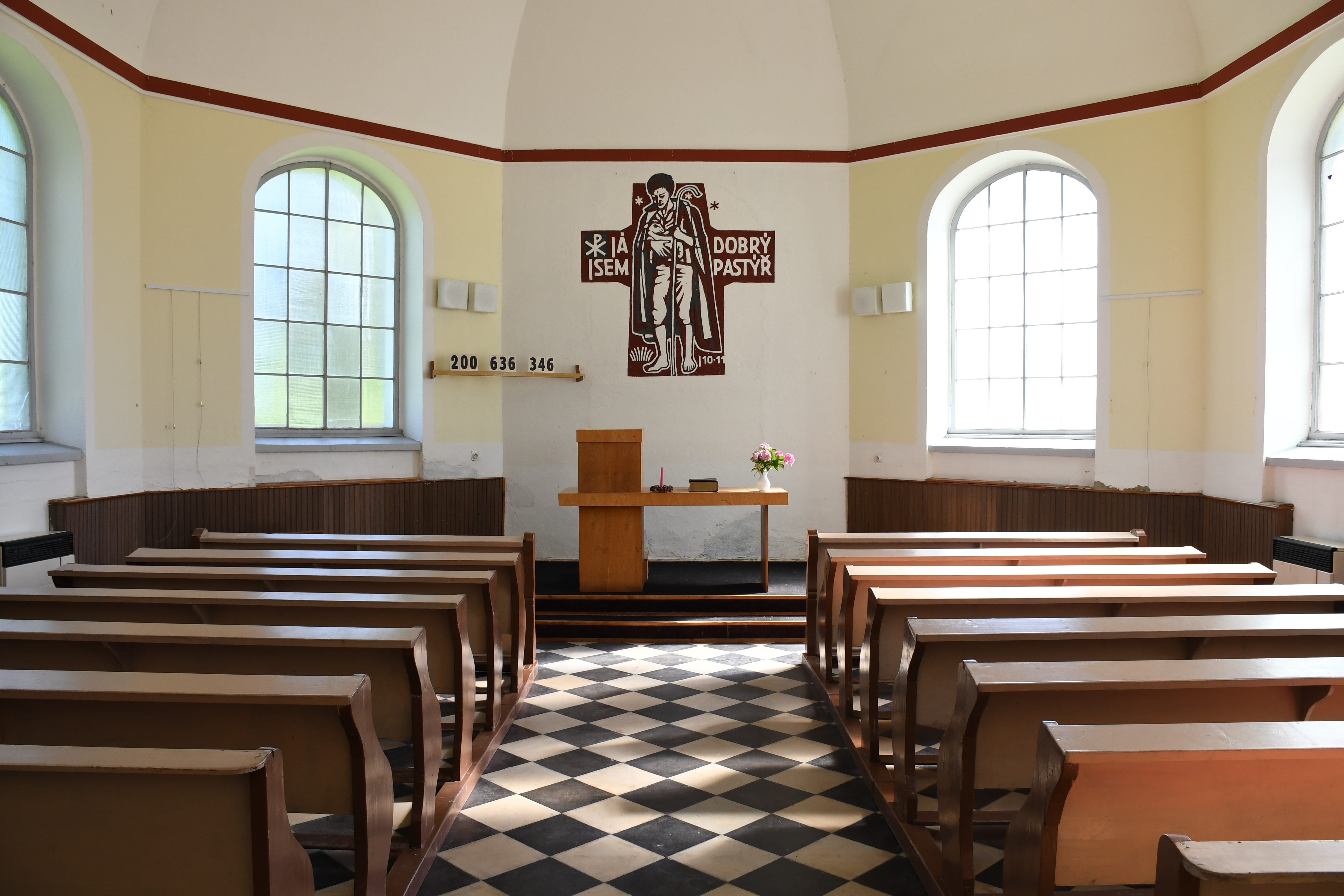
Interiér kostela
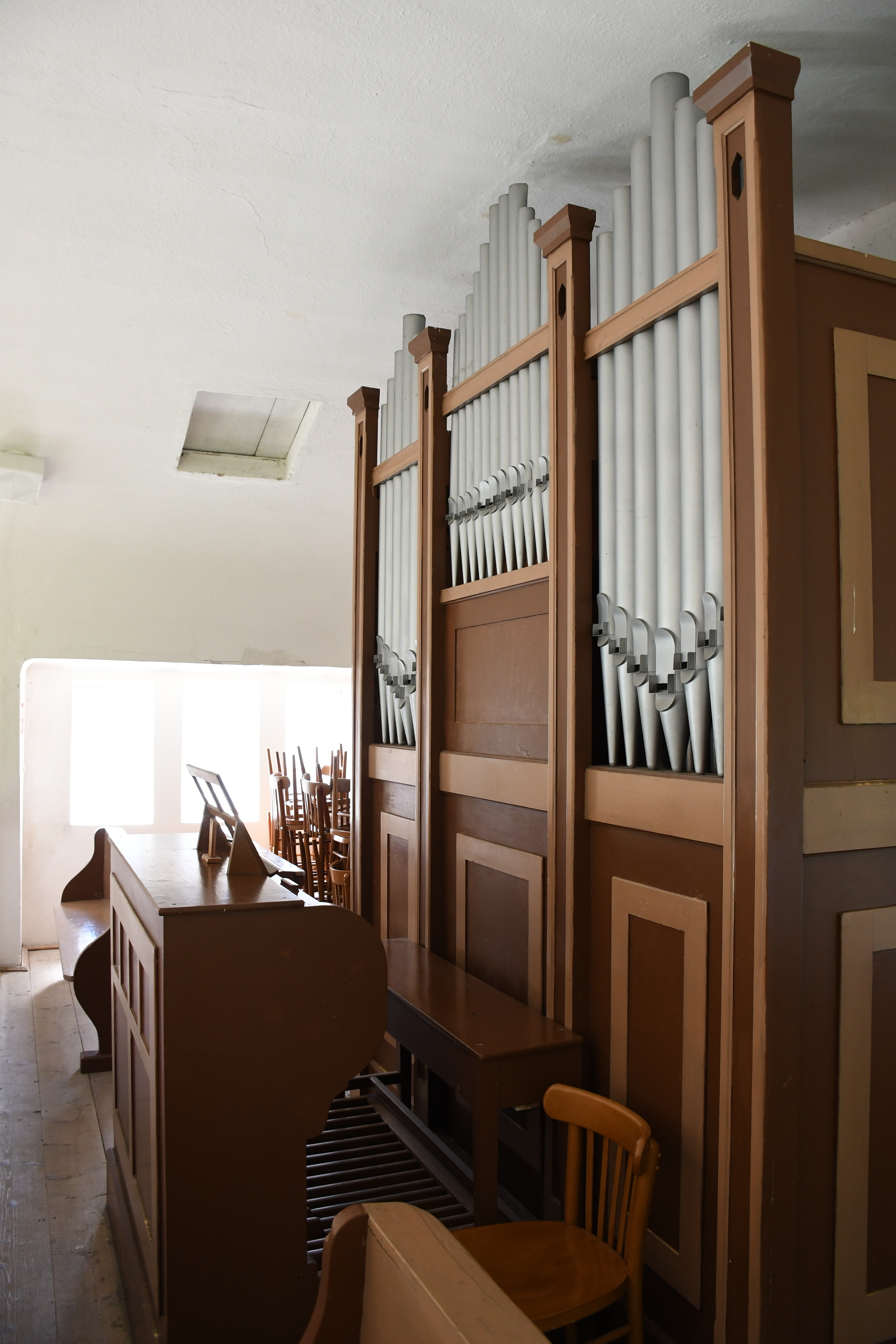
Varhany v kostele
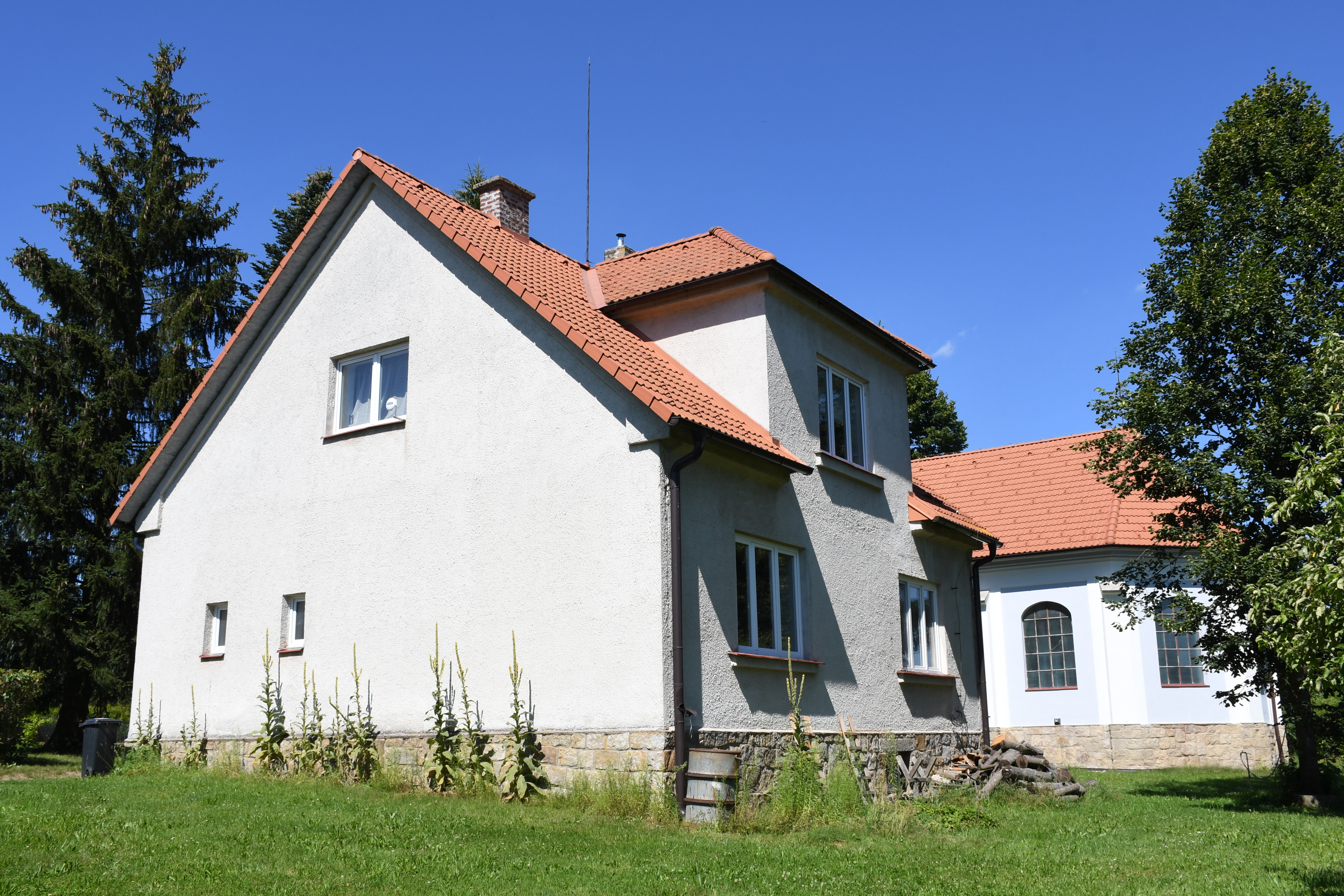
Fara u kostela
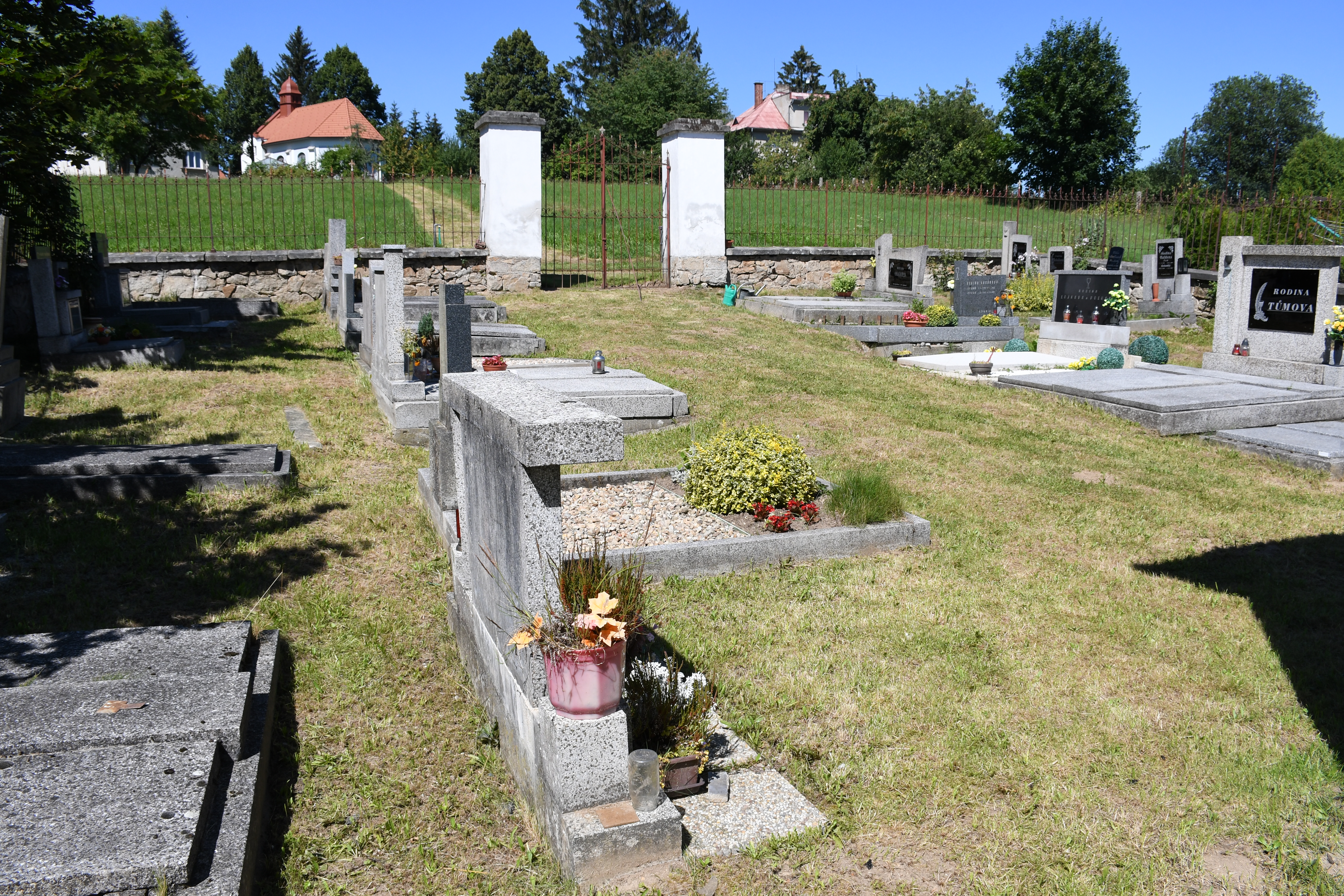
Pohled na kostel přes louku od hřbitova
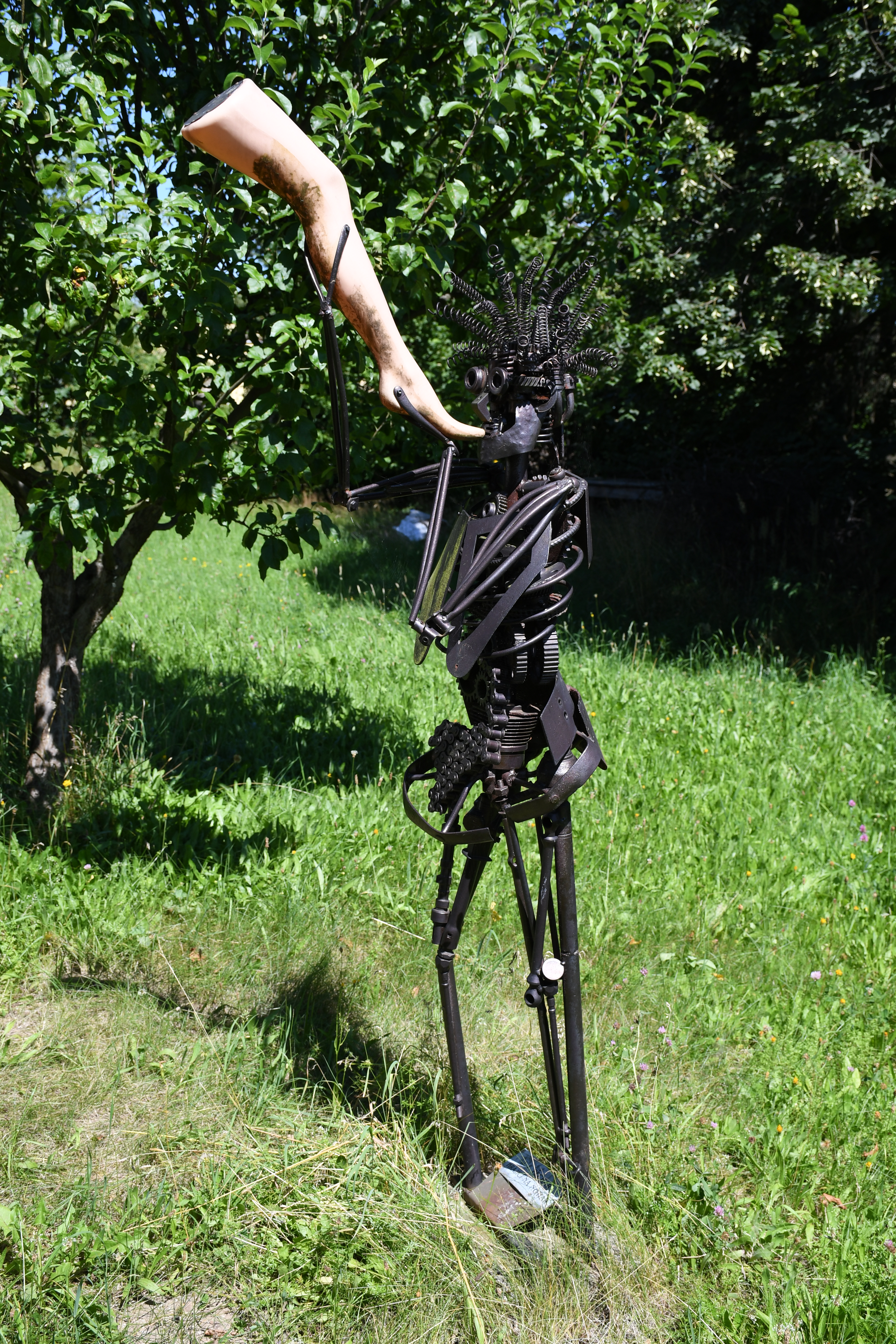
Socha Jaroslava Pechara hrajícího na nohar